# Malaciotis thiogramma
Malaciotis thiogramma là một loài bướm đêm trong họ Crambidae.